# Ris, Puy-de-Dôme
Ris är en kommun i departementet Puy-de-Dôme i regionen Auvergne-Rhône-Alpes i centrala Frankrike. Kommunen ligger i kantonen Châteldon som tillhör arrondissementet Thiers. År 2022 hade Ris 735 invånare.

## Befolkningsutveckling
Antalet invånare i kommunen Ris
| Referens: INSEE |